# Gare d'Agen
La gare d'Agen est une gare ferroviaire française de la ligne de Bordeaux-Saint-Jean à Sète-Ville, située au nord du centre-ville d'Agen, préfecture du département de Lot-et-Garonne, en région Nouvelle-Aquitaine.
Elle est mise en service en 1856, par la Compagnie des chemins de fer du Midi et du Canal latéral à la Garonne (Midi), et devient une gare de bifurcation en 1863, lors de l'ouverture de la ligne de Niversac à Agen par la Compagnie du chemin de fer de Paris à Orléans (PO). C'est, en importance, la deuxième gare, après Bordeaux-Saint-Jean, de l'ex-région Aquitaine.
Agen est une gare voyageurs de la Société nationale des chemins de fer français (SNCF), desservie par le TGV et des trains Intercités ; elle fait également partie du réseau TER Nouvelle-Aquitaine, en étant desservie par des trains express régionaux. Par ailleurs, il existe un trafic de fret.

## Situation ferroviaire
Établie à 48 mètres d'altitude, la gare de bifurcation d'Agen est située au point kilométrique (PK) 135,491 de la ligne de Bordeaux-Saint-Jean à Sète-Ville, entre les gares ouvertes de Port-Sainte-Marie (s'intercalent les gares fermées de Fourtic, Saint-Hilaire (Lot-et-Garonne) et Colayrac) et de Lamagistère (s'intercalent les gares fermées de Bon-Encontre, Lafox et Saint-Nicolas - Saint-Romain).
C'est également l'aboutissement, au PK 651,565, de la ligne de Niversac à Agen, après la gare fermée de Pont-du-Casse.

## Histoire
La gare d'Agen est mise en service le 29 mai 1856 par la Compagnie des chemins de fer du Midi et du Canal latéral à la Garonne (Midi), lorsqu'elle ouvre à l'exploitation la section de Tonneins à Valence-d'Agen de son chemin de fer de Bordeaux à Sète. Son emplacement a été l'objet de longues négociations qui ont abouti à une situation dans la partie nord de la ville, près du canal du Midi. Pour atteindre la gare, la voie passe dans un tunnel oblique percé dans le talus qui supporte le canal après son franchissement de la Garonne sur le pont-canal d'Agen. Pour son ouverture, la gare dispose d'un bâtiment provisoire, en bois, déjà utilisé à Dax car le bâtiment définitif est encore en travaux.

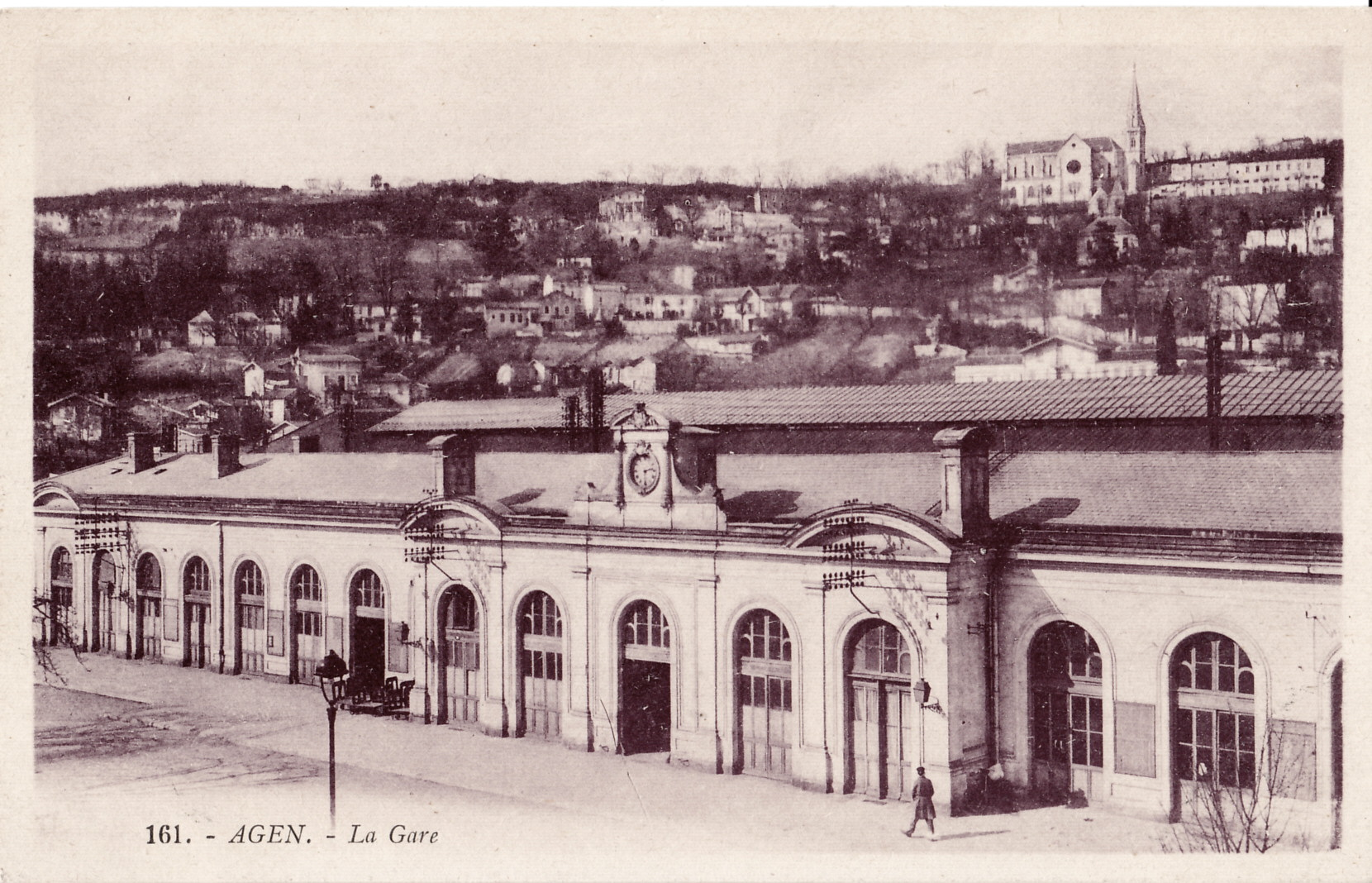
La gare au début du XXe siècle.

Le bâtiment voyageurs en dur est mis en service en 1858. Cette arrivée du chemin de fer marque le début des bouleversements urbains et économiques qui vont modifier la ville à la fin du XIXe siècle.
Elle devient une gare de bifurcation le 3 août 1863, lors de l'ouverture de l'exploitation de la ligne de Périgueux (Niversac) à Agen par la Compagnie du chemin de fer de Paris à Orléans (PO).
La gare commune aux deux compagnies, du Midi et du PO, bénéficie de l'installation d'une halle métallique conçue par le bureau d'études de Gustave Eiffel, construite entre 1864 et 1866. En 1871, la recette annuelle de la gare est de 6 003 114 francs pour la compagnie du PO et de 1 580 659 francs pour la compagnie du Midi.
En 1934, la Compagnie du Midi et la Compagnie du chemin de fer de Paris à Orléans fusionnent leurs exploitations, sous le nom de Compagnie du chemin de fer de Paris à Orléans et du Midi (PO-Midi), et en 1938, lors de la nationalisation des compagnies privées, elle est intégrée dans le réseau national de la Société nationale des chemins de fer français (SNCF).
En 2009, elle est la deuxième gare de la région Aquitaine en nombre de voyageurs après celle de Bordeaux, avec plus de 1 300 000 voyageurs dont 800 000 pour le seul trafic TGV.

### Évolution, rénovations et projets
Début 2010, débutent de grands travaux de modernisation, qui visent à agrandir la gare. Une grande façade vitrée est installée et aménagée, et la gare routière est rénovée ; le tout est inauguré en janvier 2014.

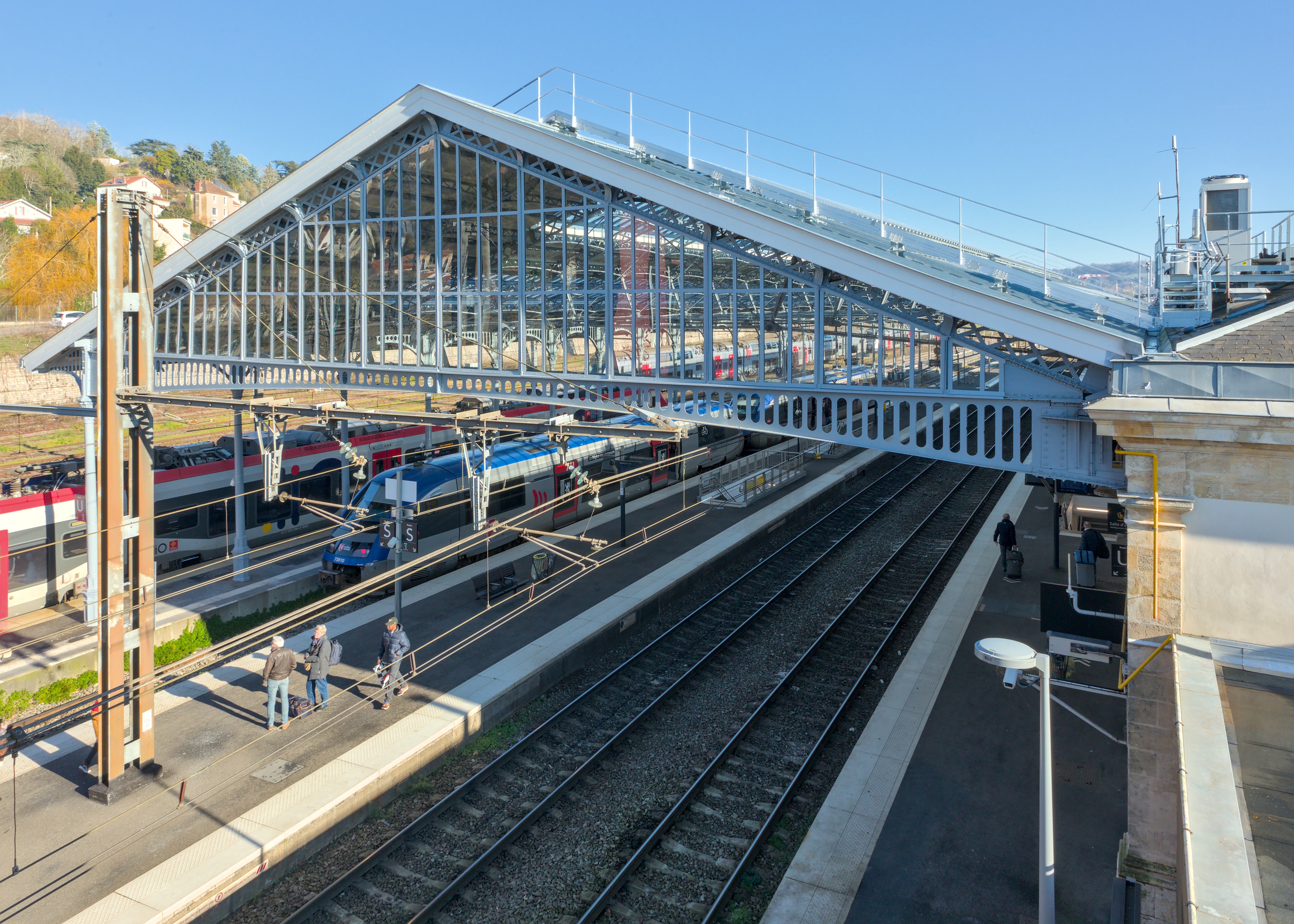
La grande halle voyageurs rénovée en 2023-2024.

En janvier 2023, débute un important chantier d'un montant d'environ neuf millions d'euros (financé par SNCF Gares & Connexions), ayant pour but de rénover la grande halle extérieure, restée telle quelle depuis 1970 ; il est donc nécessaire de réparer la structure et d'améliorer l'évacuation des eaux pluviales, tout en augmentant par la même occasion la surface vitrée. Les travaux se sont terminés en août 2024.
Par ailleurs, la ligne LGV Bordeaux - Toulouse devrait passer par Agen en 2032 et y marquer l'arrêt dans une nouvelle gare, qui reliera la ville à la gare de Paris-Montparnasse en 2 h 45 contre 3 h 15 depuis 2017, ou encore à Bordeaux-Saint-Jean ou Toulouse-Matabiau en 30 minutes contre une heure. Cette nouvelle gare serait uniquement desservie par les TGV, rendant la gare du centre-ville spécifique aux TER et Intercités.
Plusieurs projets et schémas d'aménagements prévoient une navette qui relirait la gare centrale à la gare TGV, cette dernière devant se situer à plus de 5 kilomètres de la précédente. Cette liaison inter-gares passerait par une nouvelle voie ferrée qui irait rejoindre la voie TER existante au nord du canal latéral pour rejoindre la gare centrale, et verrait une navette circuler avant chaque départ et après chaque arrivée d'un TGV.

## Fréquentation
De 2015 à 2023, selon les estimations de la SNCF, la fréquentation annuelle de la gare s'élève aux nombres indiqués dans le tableau ci-dessous. La baisse importante de la fréquentation en 2020 s'explique par la crise sanitaire du Covid-19.

Graphique montrant l'évolution de la fréquentation.

| Année                      | 2015      | 2016      | 2017      | 2018      | 2019      | 2020      | 2021      | 2022      | 2023      |
| -------------------------- | --------- | --------- | --------- | --------- | --------- | --------- | --------- | --------- | --------- |
| Voyageurs                  | 1 183 150 | 1 141 620 | 1 194 155 | 1 109 199 | 1 211 323 | 860 964   | 1 184 007 | 1 540 511 | 1 640 325 |
| Voyageurs et non voyageurs | 1 478 938 | 1 427 026 | 1 493 068 | 1 386 499 | 1 514 154 | 1 076 206 | 1 480 009 | 1 925 639 | 2 050 407 |

## Service des voyageurs

### Accueil
Gare de la SNCF, elle dispose d'un bâtiment voyageurs, avec guichet, ouvert tous les jours. Elle est équipée d'automates pour l'achat de titres de transport TER. Des aménagements, équipements et services sont à la disposition des personnes à la mobilité réduite. On y trouve également un service d'objets trouvés. Un restaurant-buffet-bar est installé dans la gare ; il est accessible par un quai, le hall ou directement par l'extérieur.

#### Disposition des quais et des voies

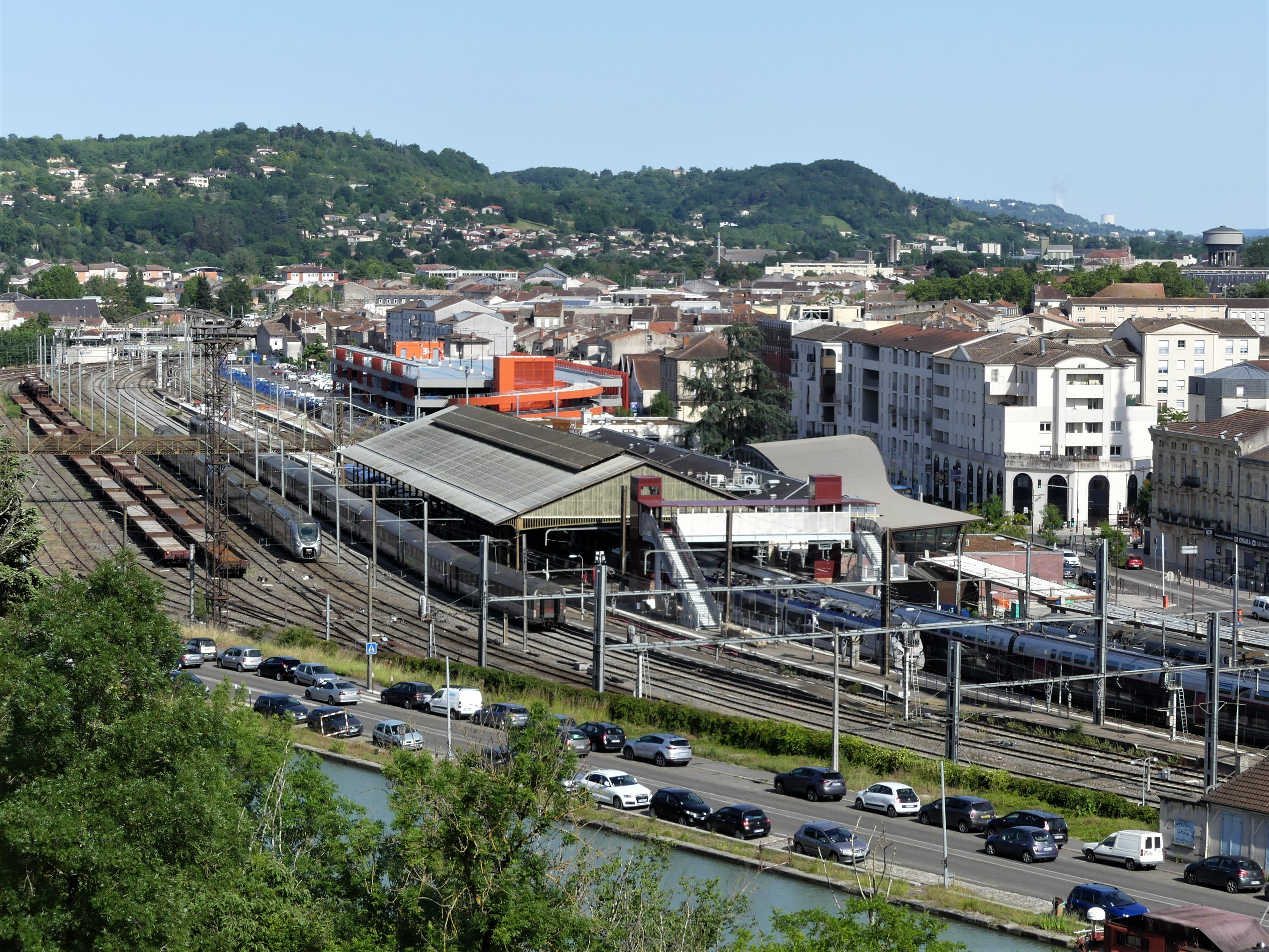
Vue de l'ensemble des voies.

La gare possède cinq voies ouvertes aux voyageurs (auxquelles s'ajoutent des voies de service), ainsi que trois quais centraux.
Ceux-ci sont disposés de manière suivante :
- la premier quai accessible depuis le bâtiment voyageurs donne sur la voie 2, qui voit passer les trains en direction de Toulouse ;
- depuis ce quai, en marchant vers l'ouest, on accède à la voie 4, terminus de la liaison Agen – Bordeaux ;
- en traversant les voies par la passerelle ou le souterrain, on accède au deuxième quai, qui donne accès aux voies 1 et 3 ;
- en empruntant le passage planchéié, on arrive au troisième quai, donnant sur la voie 5.

#### Aménagements d'accessibilité des quais
La gare dispose d'un souterrain permettant de circuler entre les quais 1 et 2. Ce souterrain possède des escaliers mais aucun escalier mécanique ou ascenseur, ce qui nuisait à l'accessibilité de la gare. C'est pourquoi une passerelle est construite en 2018-2019 pour relier ces deux quais, cette dernière étant accessible par des escaliers et des ascenseurs.
Les quais 1 et 2 sont les quais principaux (de surcroît desservis par les TGV) et sont les seuls à avoir reçu ce type d'aménagement. Le troisième quai, donnant sur la voie 5, est uniquement accessible par un passage planchéié, le rendant accessible de fait aux personnes à mobilité réduite.

### Desserte
Agen est desservie par des trains de grandes lignes, en l'occurrence des TGV (TGV inOui et Ouigo) et des Intercités. C'est également une gare régionale, desservie par les trains des réseaux TER Nouvelle-Aquitaine et TER Occitanie.
Depuis la mise en service de la LGV Sud Europe Atlantique en 2017, le meilleur temps de parcours en TGV entre Paris et Agen est de 3 h 10, contre 4 h 30 auparavant. Il sera d'environ 2 h 45, lors de la mise en service de la LGV Bordeaux - Toulouse.
| Gare de destination     | Meilleur temps de parcours (en 2022) | Futur temps de parcours (via la LGV Bordeaux - Toulouse) |
| ----------------------- | ------------------------------------ | -------------------------------------------------------- |
| Bordeaux-Saint-Jean     | 1 h 4                                | 28 min                                                   |
| Toulouse-Matabiau       | 1 h                                  | 27 min                                                   |
| Paris-Montparnasse      | 3 h 10                               | 2 h 45                                                   |
| Montauban-Ville-Bourbon | 45 min                               | > 20 min                                                 |
| Montpellier-Saint-Roch  | 3 h 21                               | 2 h 48                                                   |
| Périgueux               | 2 h 20                               | inchangé (non concernée par cette LGV)                   |
| Limoges-Bénédictins     | 3 h 49                               | inchangé (non concernée par cette LGV)                   |

### Intermodalité
Un parc à vélos et un parking sont aménagés à ses abords, ainsi qu'une station de VAE.
Elle est desservie par des bus urbains, des correspondances sont possibles avec les lignes 1, 3, 4, 7, 10 et la navette gratuite de centre-ville du réseau Tempo, et des cars (lignes vers Mont-de-Marsan, Auch, Pau, Villeneuve-sur-Lot et Nérac).

## Service des marchandises
Agen est ouverte au service du fret. Dans cette gare, peut être effectuée la manutention des grands conteneurs. Elle comporte par ailleurs des voies de service pour le service infrastructure de la SNCF.